# School of London (Malerei)
School of London bezeichnet als kunsthistorischer Terminus einen Kreis von in der zweiten Hälfte des 20. Jahrhunderts in London tätigen figurativen Malern, der sich bereits Ende der 1940er Jahre um Francis Bacon und Lucian Freud formierte. Die Vertreter der School of London hielten in Zeiten der Dominanz von Strömungen wie Abstraktion, Konzeptkunst und Minimalismus sowohl an der Praxis konventioneller Leinwandmalerei als auch an der Gegenständlichkeit fest. Zentrales Thema ihrer Malerei ist der Mensch.

## Definition
Der Terminus wird nicht einheitlich verwendet, bezieht sich jedoch meist nur auf den innersten Zirkel dieses Kreises, dem neben Bacon und Freud noch Michael Andrews, Frank Auerbach und Leon Kossoff angehörten. Ein legendärer Treffpunkt dieser Gruppe war der 1948 von Muriel Belcher gegründete Colony Room Club in Soho, ein privater "Drinking Club", der von Künstlern, Literaten und gesellschaftlichen Außenseitern frequentiert wurde. 
1959 stieß schließlich auch der US-Amerikaner R.B. Kitaj, auf den die Bezeichnung „School of London“ zurückgeht, zu diesem inneren Zirkel hinzu. Darüber hinaus werden häufig jedoch auch Anne Dunn, Peter de Francia, Reginald Gray und Euan Uglow, sowie – seltener und weniger plausibel – David Hockney und Paula Rego der School of London zugerechnet.
Eine bereits nach 1945 geborene Nachfolgegeneration von Schülern und anderweitig affiliierten Londoner Künstlern wird mitunter als Second generation of School of London painters gehandelt. Stellvertretend für viele andere sind Tony Bevan (* 1951), Celia Paul (* 1959), Stephen Conroy (* 1964) und Jenny Saville (* 1970) zu nennen.

## Begriffsgeschichte
Der Terminus School of London wurde im Jahre 1976 von R.B. Kitaj in einem für einen Ausstellungskatalog verfassten Essay eingeführt. In der "The Human Clay" betitelten Gruppenausstellung in der Londoner Hayward Gallery präsentierte Kitaj als Kurator Arbeiten von 48 in London arbeitenden figurativen Künstlern. In dem Essay ist die Rede von einer „School of London“ von „zehn oder mehr Leuten in dieser Stadt […], die Weltklasse sind“. Zu diesen „zehn oder mehr“ Künstlern zählte Kitaj jedoch offenbar auch einige „Abstrakte“, die in der Ausstellung nicht vertreten waren.
Maßgeblich für die heutige Verwendung des Begriffs war eine Ausstellung unter dem Titel "A School of London : Six Figurative Painters", die im Jahre 1987 in London und in der Folge auch in einigen kontinentaleuropäischen Städten gezeigt wurde. Kurator Michael Peppiatt beschränkte sich bei der Auswahl der in der Ausstellung repräsentierten Künstler auf den erwähnten inneren Zirkel: Andrews, Auerbach, Bacon, Freud, Kitaj und Kossoff.

## Stil
Stilistisch bietet die Malerei der School of London kein einheitliches Bild. In einem anlässlich der Ausstellung "A School of London" von Michael Peppiat geführten Interview verneint Francis Bacon die Existenz einer "Schule", gemeinsam sei den Malern der Ausstellung eben nicht ein bestimmter Stil, sondern das Interesse an der Darstellung der menschlichen Figur an sich. Gerade in ihrer stilistischen Heterogenität aber manifestieren sich in der Malerei der School of London bestimmte Kontinuitäten innerhalb der britischen Malerei des 20. Jahrhunderts: So wurden Auerbach und Kossoff an der Slade School of Art von David Bomberg unterrichtet, während Uglow an der Camberwell School of Art unter dem Einfluss dreier Gründungsmitglieder der Euston Road School stand. Francis Bacon wiederum stand in für beide Seiten fruchtbarem, stets aber auch von Rivalität gekennzeichnetem Austausch mit Graham Sutherland, beiden Künstlern gemeinsam war die Orientierung nach Frankreich in den für Bacon prägenden 1930er und 1940er Jahren.